# Kürschnerei in China

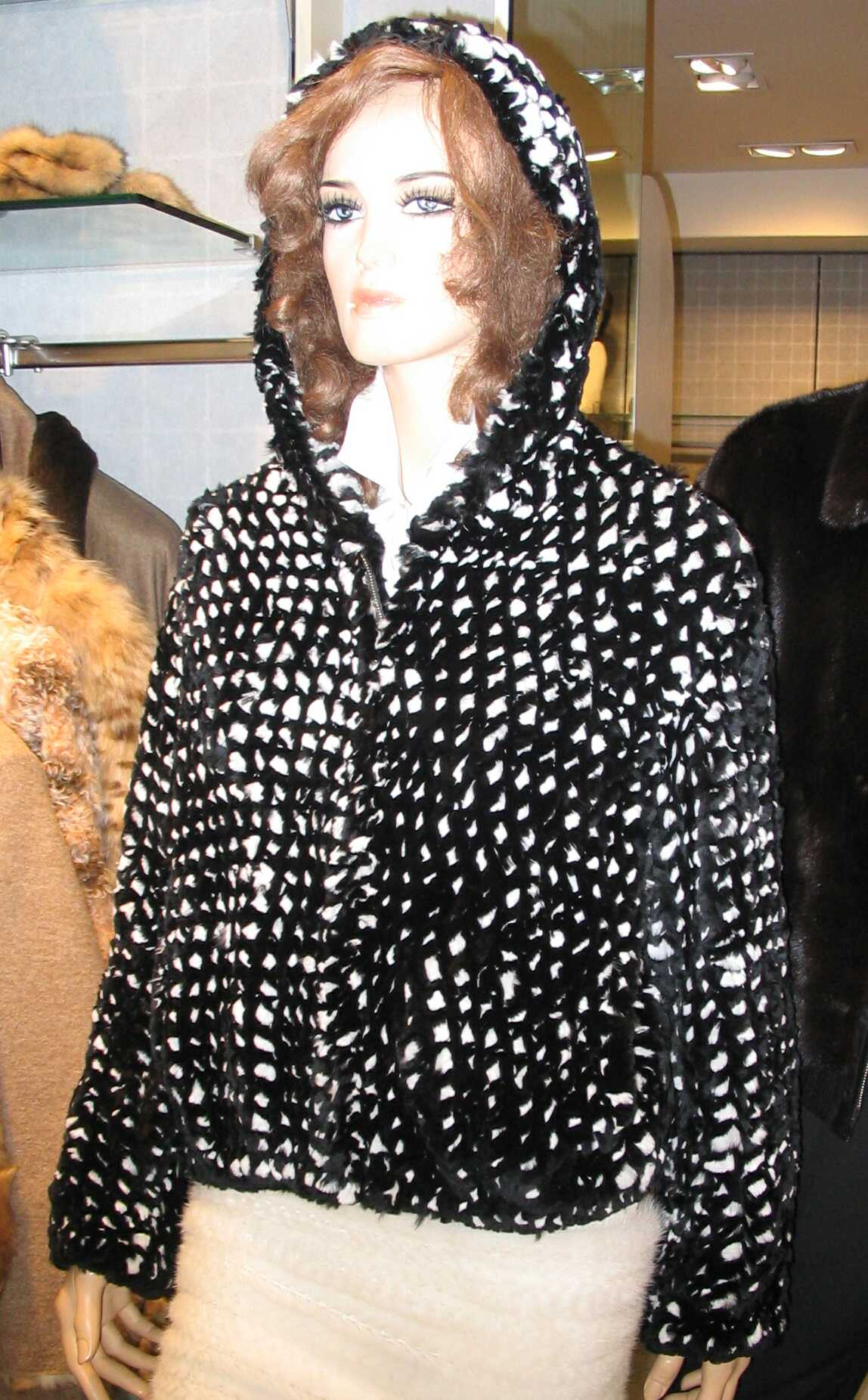
Jacke aus geflochtenem Kaninfell (China, 2008)

Die Kürschnerei in China, die gewerbliche Anfertigung von Pelzen durch den Berufsstand der Kürschner, hat, schon bedingt durch das kalte Klima in den mittleren und nördlichen Regionen, eine bis in das Altertum zurückgehende Tradition. Feines Pelzwerk gehörte zudem zur offiziellen Tracht der Mandarine.

## Geschichte

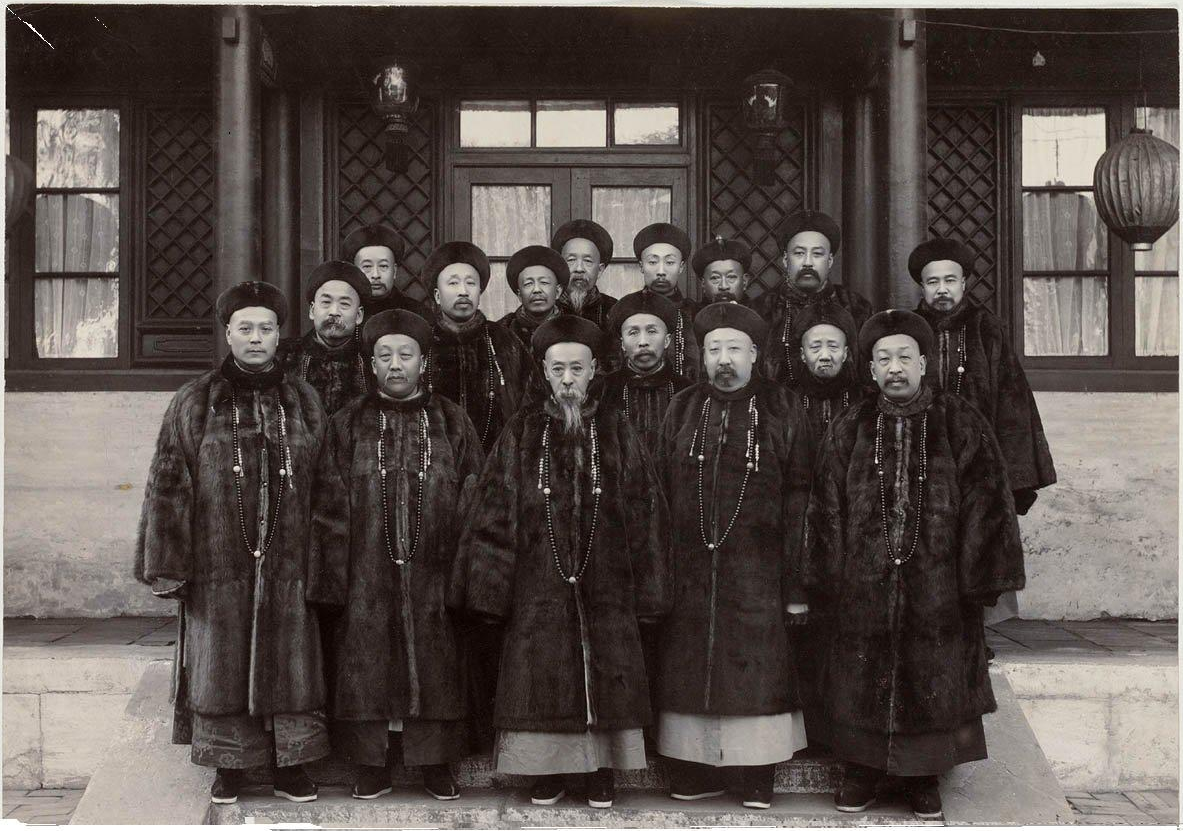
Das Qing-Kabinett in traditionellen Roben aus Kolinskifell in der amerikanischen Gesandtschaft in Peking, als Beamte verschiedener Ministerien einen Neujahrsbesuch abstatteten (1905)

Der Pelzabsatz innerhalb Chinas wurde, nachdem die Mandschu-Kaiser der Ming-Dynastie die Herrschaft übernommen hatten, sehr durch das von Peking ausgehende, sich allgemein verbreitende Streben nach Luxus bestimmt. Seit dieser Zeit trieben weite Kreise der wohlhabenden Bevölkerung einen großen Aufwand mit ausländischem Pelzwerk. Ähnlich wie im mittelalterlichen Europa erließ die Obrigkeit verschiedene Vorschriften zum Tragen von Pelzen. Für die hohen chinesischen Staatsbeamten, die Mandarine, war das Tragen von Pelzen obligatorisch. Der damals teuerste Pelz, das Seeotterfell, fand seinen Hauptabsatzmarkt als übliche Kleidung vornehmer Chinesen.
Die Pelze für die chinesischen Kaiser wurden traditionell von hochspezialisierten Handwerkern bearbeitet, die in den „Werkstätten des kaiserlichen Hofs“ (chinesisch: Zaobanchu, 造辦處) tätig waren. Diese Werkstätten waren Teil der Palastverwaltung und zuständig für die Herstellung von Kleidung, Accessoires, sowie Möbeln und anderen Gegenständen für den Kaiser und seine Familie. Die Verarbeitung von Pelzen galt als besonders anspruchsvoll, da sie hochwertiges Material und sorgfältige Handarbeit erforderte. Nur die besten Pelze – wie Zobel, Nerz oder Fuchspelz – wurden verwendet, oft als Verzierungen für kaiserliche Gewänder oder zeremonielle Kleidung. Diese Pelze symbolisierten Macht, Reichtum und den erhabenen Status des Kaisers. Die Verwaltung des königlichen Haushalts besaß eine eigene Stelle die für Weben und Färben zuständig war (zhiranju, 織染局); das königliche Lager unterhielt, neben diversen anderen, einen Pelzladen (piku, 皮庫).
Um 1800 existierten bereits zahlreiche Großkürschnereien. Meist wurden durch den Kürschner, chinesisch „Fong Pi Tsé“, einheimische Felle verarbeitet, die verschiedenen Sorten Lammfelle und Schaffelle, besonders die sogenannten Tibetlammfelle und mongolische Lammfelle, außerdem Kidfelle, Fuchsfelle und Zobelfelle. Diverse einheimische Pelzarten, die seit Ende des 19. Jahrhunderts einen bedeutenden Exportartikel bilden, wurden nicht zum eigenen Gebrauch verwendet, wie zum Beispiel Wieselfelle, Seefuchsfelle und andere. Besonders in Shansi gab es viele große Kürschnereibetriebe, welche die unterschiedliche Fellarten zu, in der Pelzbranche Futter genannten, Tafeln zusammennähten. Hauptsächlich geschah dies in zwei Größen, die Maquas oder Kreuze zum Füttern der Reitjacken, langer Jacken und langer Röcke mit verhältnismäßig schmalen, langen Ärmeln. Seltener war eine Form, die verlängerten Kreuzen glich und im Pelzhandel Robes genannt wurde. Die Herstellung der Reitjacken war dann denkbar einfach. Es wurde nur die Mittelnaht des Kreuzes ein Stückchen aufgetrennt, das Kreuz über den Kopf gezogen, so dass die Ärmel bedeckt waren.
Eines der wichtigsten chinesischen Pelzhandelszentren, das sich auch zu einem bedeutenden Fabrikationsort entwickelt hatte, war Suanhwa. In den dortigen Lederfabriken wurden auch Ziegenfelle zugerichtet und zu Felldecken und Mänteln verarbeitet. Diese Betriebe wurden „Rauhpelzfabriken“ genannt, während die Zurichter von Schaffellen „Feinpelzfabrikanten“ hießen. Von den Ersteren wurde 1929 gesagt, sie „tätigen ein sehr gutes Exportgeschäft, besonders nach England“. Feine Pelze wurden nur für den Inlandsbedarf verarbeitet. Da die Rauhpelzfabrikanten nur Felle ausgewachsener Schafe und keine kleinen Kidfelle verarbeiteten, wurden sie auch „Lao-Pi-Hang“ genannt, das heißt „Hersteller von alten Fellen“.
Um 1900 wurde der chinesische Kürschner als ein bescheidener, anspruchsloser Handwerker beschrieben. Gewöhnlich war er ein Angestellter eines chinesischen „Shops“ oder Ladens, in dem auch fertige Pelzgegenstände verkauft wurden. Die dort beschäftigten Arbeiter waren oft noch jung, ihre Anzahl entsprach jeweils der Firmengröße. Der Tageslohn betrug, bei freier Kost und Wohnung, „die aber meist sehr dürftig ausfällt“, nach damaligem Umrechnungskurs etwa eine Mark. Das Handwerkszeug war im Vergleich zum westlichen Kürschner sehr einfach, es beschränkte sich auf ein halbkreisförmiges Messer, eine Zange und Zwecknägel. Im Allgemeinen stellte man nur einfache Kleidung oder Halbfabrikate her, wie weite Röcke und größere oder kleinere Fellkreuze. Nach asiatischem Brauch wurden Fuchsfelle, Wolfsfelle, Luchsfelle und oft Marderfelle in verschiedene Fellteile zerlegt und aus den gleichartigen Teilen, beispielsweise den Köpfen, ganze Futter zusammengesetzt. Die meisten Betriebe hatten sich dabei auf eines der Produkte spezialisiert. Die Anfertigung von Pelzbekleidung beschränkte sich hauptsächlich auf das Ausfüttern von Jacken und langen Röcken, manchmal wurden auch die federgeschmückten Mandarinenhüte mit Zobelfell, Marderfell, oder Otterfell verbrämt. Die chinesische Pelzzurichtung, das Gerben der Felle, entsprach zu der Zeit im Allgemeinen noch nicht der westlichen Qualität.
Noch in der ersten Hälfte des 20. Jahrhunderts verbreiteten die Engroskürschner über Angestellte, Agenten und Kunden diese Fabrikate über das ganze Reich bis in den fernen Süden. Sie unterhielten in allen chinesischen Städten Verkaufsläden, in denen man die Futter auch, mit Seidenstoffen überzogen, als fertige Kleidungsstücke kaufen konnte. In einzelnen Städten gab es ganze Straßenreihen mit nur Kürschnerläden, beispielsweise in Peking und Mukden.

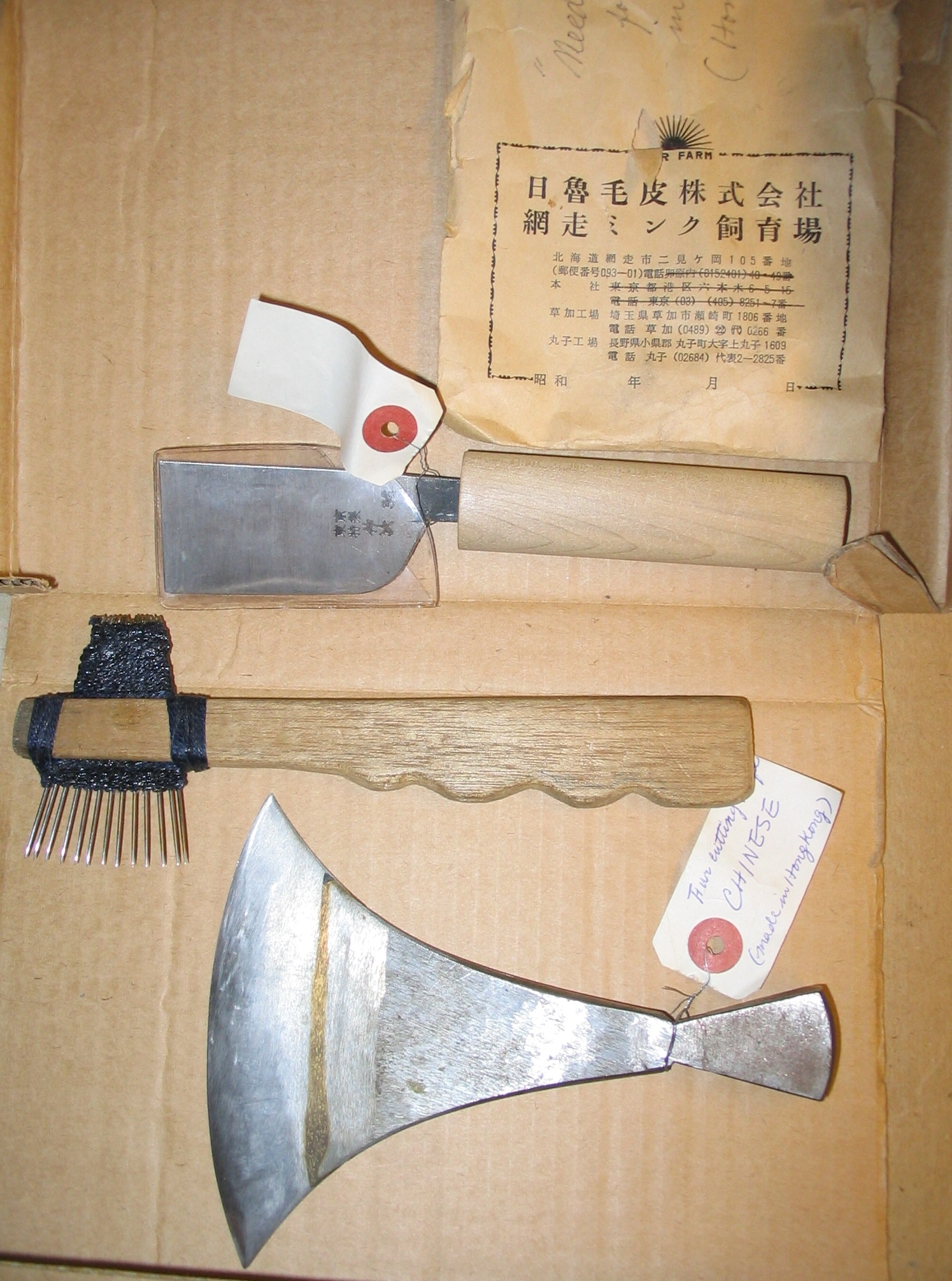
Chinesische Kürschnerwerkzeuge

Der Rauchwarenhändler Emil Brass, der um 1900 einige Jahre in China tätig war, verglich die chinesischen mit den europäischen Kürschnern:

„Die Chinesen sind sehr geschickte Zurichter, und befinden sich in Kalgan und anderen Plätzen Schansis und Schensis, Zurichtereien die mehrere hundert Leute beschäftigen. Auch in der Kürschnerei sind sie sehr geschickt, obgleich die Werkzeuge vielfach noch sehr primitiv sind. Das Kürschnermesser besteht aus einem Halbkreis, und außer dem wird eine gewöhnlich Zange benutzt. Eine ordentliche Zweckzange kennt der chinesische Kürschner ebenso wenig wie die dreikantige Kürschnernadel.“

Zu der Zeit bildeten die Kürschner überall starke Gilden, welche die Arbeitsbedingungen regulierten. So durfte zum Beispiel ein Kürschnergeselle auch bei starkem Arbeitsanfall nicht länger als von 10 bis 16 Uhr beschäftigt werden, um möglichst viele Leute in Arbeit zu halten, die spätestens in der Saison benötigt wurden.
Als der Wunsch der ausländischen Käufer stärker wurde, anstelle der Fellkreuze die Felle zu Tafeln zusammengesetzt zu bekommen, stellten sich die Produzenten um. „Kidskintafeln“ wurden seit etwa den 1920er Jahren in 115 cm Länge und 50 cm Breite geliefert.

### Nach 1945

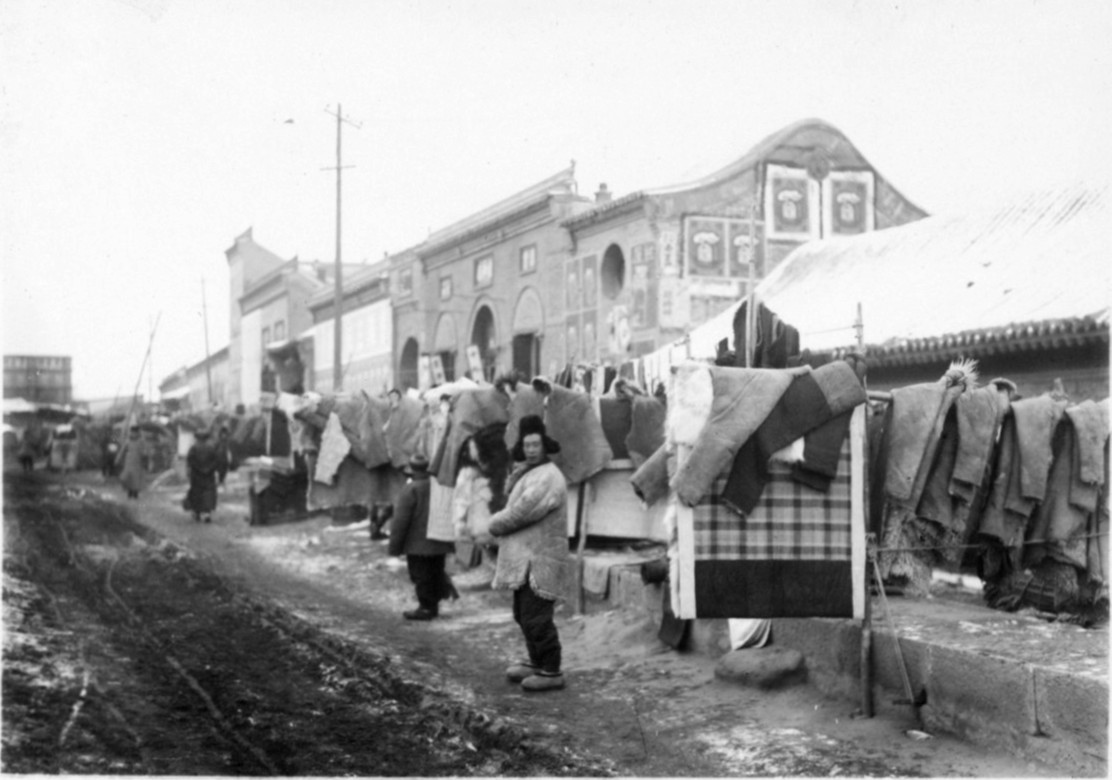
Lammfellkleidung, angeboten auf dem Markt in Zhangjiakou
Begleittext: „Selbst in Zhangjiakou, dessen einziges Gewerbe der Handel mit Pelzen aus der Mongolei war, aus dem es seit der Antike stammte, florierte der Handel aufgrund verschiedener politischer Faktoren nicht mehr so gut wie in der Vergangenheit. Allerdings findet zur Hochsaison ein Sho-Markt statt, auf dem in der Stadt viele Pelze und Pelzprodukte zu sehen sind.“

Die Geschichte der Pelzindustrie in der chinesischen Sonderverwaltungszone Hongkong reicht zurück bis in die 1930er Jahre, als einige erfahrene Kürschner aus Shanghai und Ningbo hier Werkstätten und Einzelhandelsgeschäfte eröffneten. Anfänglich bediente der Handel den heimischen Markt, der durch den wachsenden Wohlstand der einheimischen Kundschaft stetig wuchs, hinzu kam eine kontinuierlich zunehmende Anzahl von Touristen. In den 1950er und 1960er Jahren siedelten sich beständig weitere Kürschner aus Shanghai an. 1970 öffnete sich der Markt nach Japan, verbunden mit einer erheblichen Zunahme des Exports. Eine Zeit lang war Hongkong der weltgrößte Exporteur von Pelzwaren. Die Hafenstadt hatte sich zu einem bedeutenden Lieferanten von Pelzkonfektion entwickelt, hauptsächlich im Billigpreisbereich. 1981 gab es hier etwa zweihundert Pelzfabriken mit 10 bis 600 Mitarbeitern. Als eigentlicher Begründer der dortigen Pelzindustrie wurde Mr. Stephen Fong genannt, der sich etwa 1940 mit seinen mitgebrachten Arbeitnehmern hier angesiedelt hatte. Um 1991 betrug der weltweite Export von Pelzbekleidung aus Hongkong über eine halbe Milliarde DM. Die Produktionsstätten lagen jedoch nicht in den damals von der chinesischen Regierung ausgewiesenen Gebieten mit Sonderstatus (zum Beispiel Shenzhen an der chinesischen Hongkong-Grenze), sondern grenznah dahinter auf „tatsächlich“ chinesischem Bereich, wo ein Monatslohn etwa 120 Mark betrug. Seit 1982 findet alljährlich die Pelzmesse Hong Kong International Fur Fair statt.
Entgegen dem zurückgehenden Geschäft in Europa boomte seit etwa 1995 der chinesische Pelzmarkt, in vielen Städten entstanden große Pelz-Einkaufscenter. Der wohl größte Einzelhändler Chinas, Harbin International Fur City (HIFC), bot in Harbin Pelzkonfektion auf einer Fläche von 11.000 Quadratmetern an. Die Bedeutung des Landes innerhalb der Pelzkonfektion zeigte sich unter anderem daran, dass das bis 2024 größte Auktionshaus für Pelzfelle, das dänische Kopenhagen Fur, 2014 in Tong Er Pu (Provinz Liaoning) in China das weltweit erste Zollfreilager, als Kühlhaus für Felle der dortigen Kunden errichten ließ (geschlossen 31. Dezember 2019).

Pelz-Einkaufs-Center in Hubai, Hongkong (2011)

Um die Jahrtausendwende war China bereits von einem weltweiten Lieferanten von Pelzhalbfabrikaten in gleicher Bedeutung zu einem Lieferanten von Pelzkonfektion aufgestiegen. Für den westlichen Markt waren das vor allem Kleinteile aus den gängigen Fellarten Kanin und Nerz, aber auch anderen Fellarten. Das niedrige Lohnniveau ermöglichte es, in der neu entwickelten Technik des Verwebens und Flechtens von schmalen Fellstreifen gefertigte Schals und Westen konkurrenzlos preiswert anzubieten, eine Arbeit die zudem von angelernten Kräften ausgeführt werden kann.
Im Oktober 2005 hatten sich das Festland und Hongkong im Rahmen der dritten Phase des CEPA darauf geeinigt, den Festlandmarkt für Hongkonger Unternehmen weiter zu liberalisieren. Im Rahmen des „Mainland and Hong Kong Closer Economic Partnership Arrangement“ (CEPA III) hatte sich das Festland bereit erklärt, alle Produkte aus Hongkong, darunter auch Pelzwaren, ab dem 1. Januar 2006 zollfrei zu behandeln.
Hongkong war 2021 nach Angabe vom HKDTC Research, Hongkong, der weltweit sechstgrößte Exporteur von Pelzbekleidung und einer der wichtigsten Lieferanten für Pelzbekleidung und -Pelzaccessoires. Die meisten Pelzhändler Hongkongs haben Produktionsstätten auf dem chinesischen Festland und/oder in südostasiatischen Ländern aufgebaut. Viele wichtige Betriebsteile, insbesondere Verkauf und Vertrieb, befinden sich jedoch weiterhin in Hongkong. Die Exporte von Pelzbekleidung gingen 2022 um 42 % zurück. Die Reexporte, das betrifft fast alle Pelzbekleidungsexporte Hongkongs, zeigten einen ähnlichen Trend. Über 80 % der aus Hongkong exportierten Pelzbekleidung stammten aus Festlandchina, dem zu der Zeit größten Produzenten von Pelzbekleidung. Die Exporte von Pelzfellen gingen im Jahr 2022 wertmäßig um 68 % zurück, Hauptabnehmer war mit rund 40 % des Angebots das chinesische Festland.
Die meisten chinesischen Kürschner sind Erstausrüster, Hersteller, die ihre Waren nicht selber in den Einzelhandel bringen. Mit ihren Produkten konnten sie zuletzt schnell in Schwellenmärkte wie Russland, Südkorea, Festlandchina sowie Mittel- und Osteuropa vordringen. Die von der Hong Kong Fur Federation organisierte Hong Kong International Fur & Fashion Fair (HKIFFF) ist weiterhin weltweit eine der wichtigsten Pelzmessen. Die zum ersten Mal virtuell veranstaltete Hong Kong International Fur & Fashion Fair 2022 zeigte die neuesten Pelz- und Modekollektionen, Rohstoffe, Accessoires und andere Pelzprodukte von Ausstellern aus Hongkong, Festlandchina, Griechenland, Großbritannien, Kanada und den USA. Sie zog während ihrer ersten viertägigen Veranstaltung 66.720 Interessenten aus 35 Ländern und Regionen an, ähnlich viel wie die allererste Pelzmesse 2021 in Hongkong.

#### Fur Factory Nr. 3
Im Jahr 1981 folgte eine Gruppe deutscher Pelzfachleute einer Einladung nach Peking und Shanghai. Eines der besichtigten, als Fur Factury Nr. 1 bezeichnete Unternehmen war ein reiner Pelzzurichtungs- und Veredlungsbetrieb. Die auch besuchte, Konfektion produzierende Pelzfabrik Nr. 3, ebenfalls in Peking, hatte eine Fläche von ca. 10.000 Quadratmetern und beschäftigte etwa 1100 Mitarbeiter. Die Spezialität waren hier Felle aus Wildfängen, am Lager befanden sich etwa 3 Millionen Felle von etwa 60 Pelzarten, „von der Hauskatze bis zum Blaufuchs“. Die Qualität der Felle ließ, wegen der schlechten Pelzzurichtung und Veredlung, damals noch zu wünschen übrig. Die Ausbildung der Arbeiter erfolgte entweder durch Anlernen im Betrieb oder durch eine Spezialschule (mit Abschlussprüfung). Die Näherinnen bekamen als Arbeitslohn durchschnittlich 40 Yuan im Monat, damals ungefähr 50 Mark. Die Arbeitszeit betrug acht Stunden an je sechs Tagen, der Jahresurlaub acht Arbeitstage plus drei Feiertage. Durch noch mangelnde Ausstattung mit Maschinen war die für ein Teil benötigte Zeit deutlich länger als in Westeuropa. In diesem Betrieb wurden „die »berühmten« Blaufuchs-»Lederjacken mit Fellstreifen« hergestellt. Die Etiketten »Pelz-Boutique C&A« waren bereits eingenäht.“ Durch ein Galonieren mit Lederstreifen sahen die Jacken zwar noch etwa wie Felljacken aus, die Lederfläche war aber meist deutlich größer als der Fellanteil, der Preis entsprechend niedriger.

## Anfertigung einer Fehpfotentafel

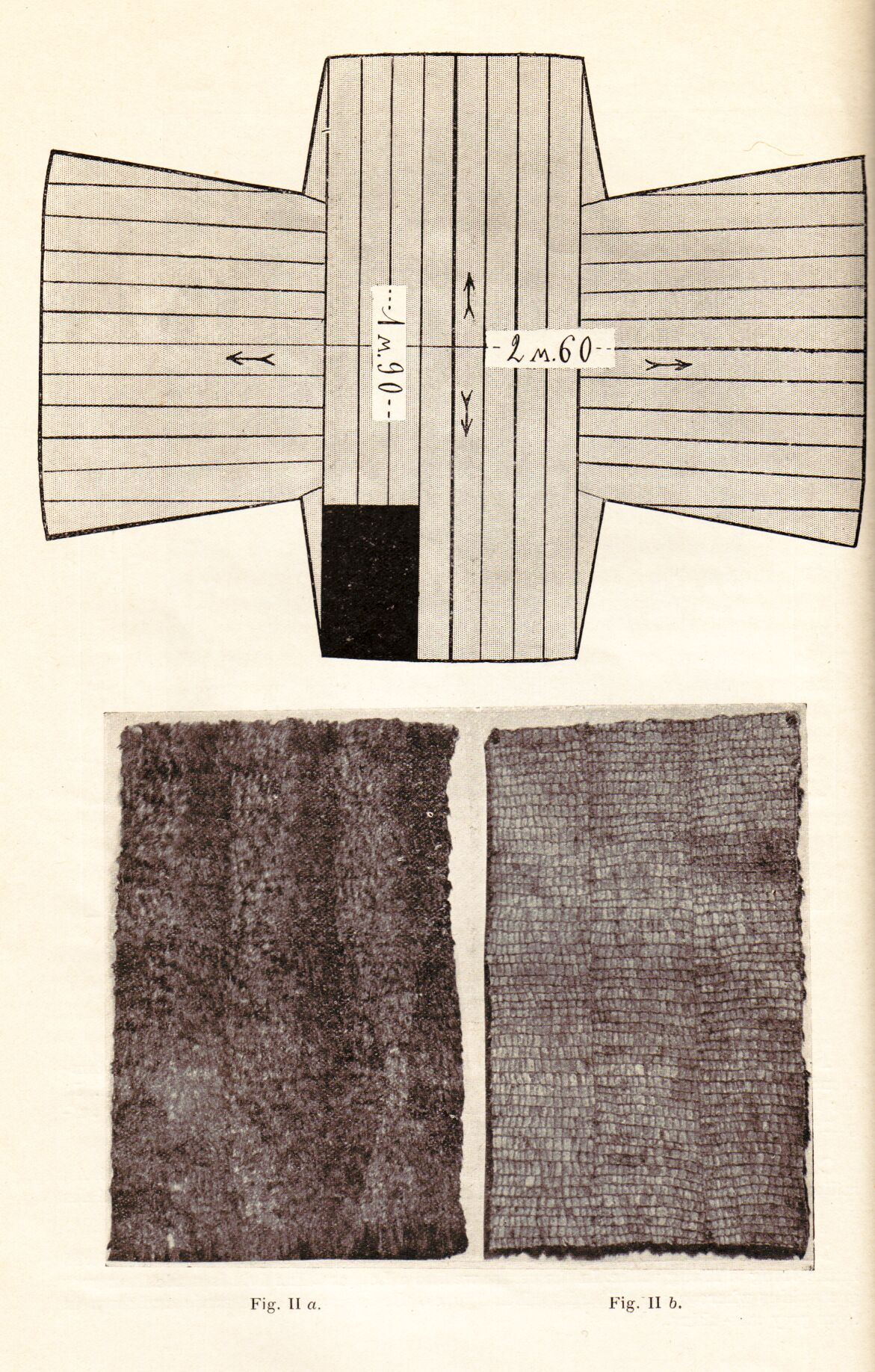
Chinesisches Fellkreuz aus Fehpfoten für einen Mantel (um 1900)

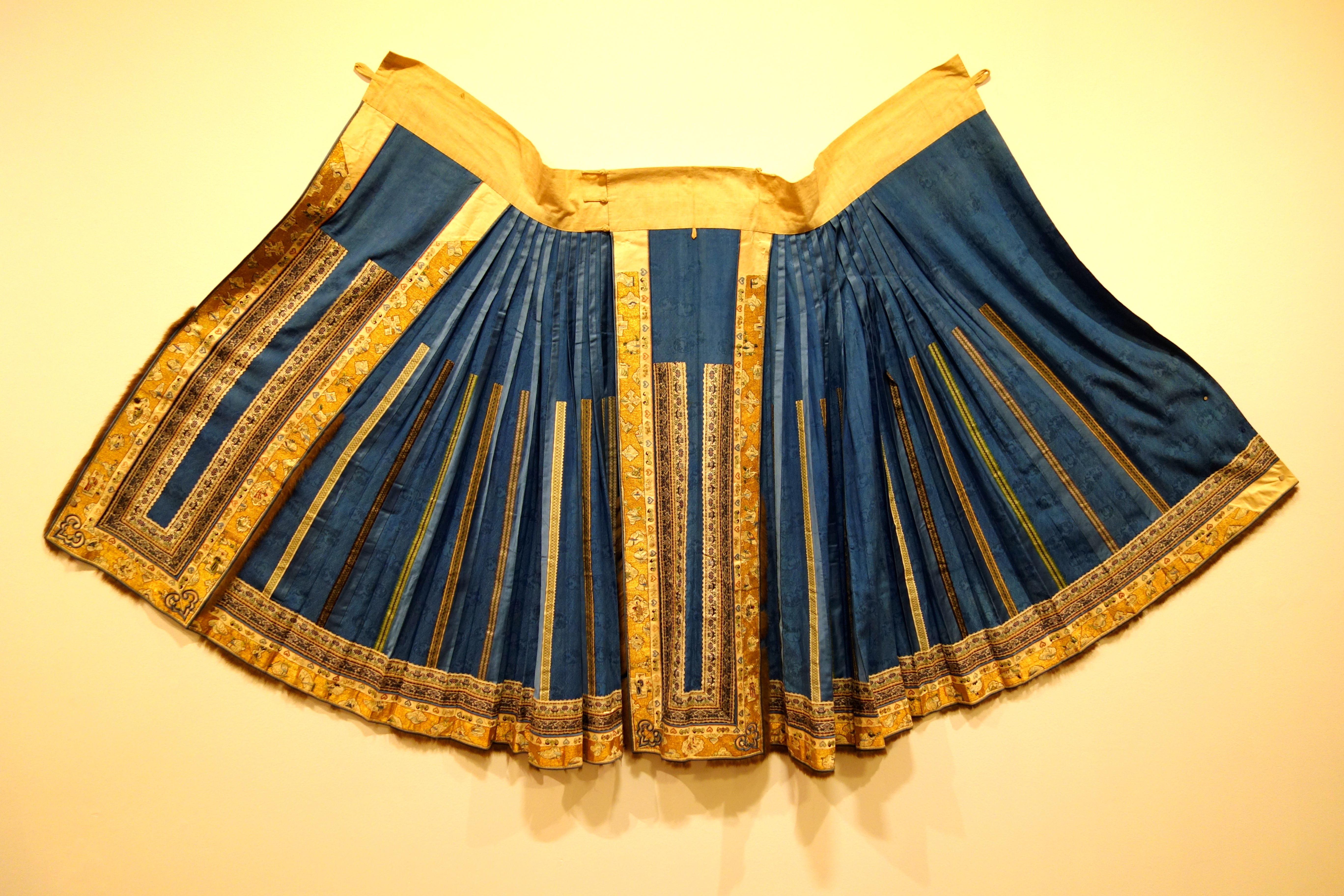
Pelzverbrämte Damenschürze aus goldbestickter Seide und Baumwolle (Museum of Canada, um 1900)

Die Fertigung von Fell- und Stückentafeln hat in China eine sehr lange Tradition, Näheres scheint jedoch darüber nicht bekannt zu sein. Der Export begann erst sehr spät, um 1900; heute ist das Land mit der Herstellung und dem Handel dieser Artikel weltweiter Marktführer. In der Anfangszeit war die Spezialität Chinas die Anlieferung von Fell- und Fellstücken-Halbfabrikaten in der Form von Robes, Kreuzen und Matten.

„Die nebenstehenden Abbildungen bringen eine interessante chinesische Arbeit aus Fehklauen zur Ansicht.
Die chinesischen Kürschner sind, wie bekannt, äusserst sparsame Arbeiter die selbst aus den kleinsten Pelzabfällen noch Profit zu ziehen verstehen. Uns ist ihre Arbeitsweise und ihr Geschmack vielleicht manchmal schwer verständlich. Wenn man aber derartige komplicierte Arbeiten näher studiert, so erscheint doch klar, dass bei ihrer Ausführung neben dem kommerciellen Bewegrunde, auch höher zu bewertende, kulturelle Einflüsse, mitgewirkt haben.
Bei der nebenstehenden Arbeit ist offen gewesen, wie sich aus den flachen Teilen der Fehklauen eine grössere einheitliche Fläche (im vorliegenden Fall ein Mantel in Kreuzform), herstellen lasse. Die Lösung der Frage ist nun folgendermaßen versucht worden. Die Klauen, (ungefähr 7.600 an der Zahl) sind zunächst der Rauche nach, zu zwei sortiert worden. Dann sind diese 2 Klauen quer in 4 Höhen geschnitten worden. Die 2 oberen, raucheren Stücken wurden neben einander gestellt; die anderen 6 Stückchen in der Mitte, der Länge nach, geteilt und dann, dem Haarschlag, entsprechend, rechts und links an die Oberstücken angesetzt. Auf diese Weise entstand ein Streifen von ungefähr 9 cm. Breite und 1 cm Höhe. Hundert solcher Streifen wurden dann aufeinandergesetzt, die rauchsten nach oben, Fig. 2 representiert 3 halbe derartige Bänder welche im Kreuze, Fig. 1 den schwarzausgefüllten Platz einnehmen (Haarseite und Lederseite).
Die Bänder sind dann wie Fig. 1 angiebt in Kreuzform zusammengesetzt. Die Arbeit enthält ungefähr 55.000 kleine Stückchen die über 1.100 m Naht verursacht haben. Das fertige Kreuz ist dann zobelfarbig geblendet worden.
Diese Riesenarbeit macht fertig den Eindruck von gepresstem Sammt. Da jedes einzelne Band im Strich auseinander läuft, so bilden sich für das Auge hellere und dunklere Längsstreifen, wie auch die Fotografie (N° 2) erkennen lässt.“

## Eine Robe in der Tsui Gallery in London
Aus Anlass der Eröffnung der Tsui Gallery im Jahr 1991 im Victoria & Albert Museum in London wurde ein chinesisches Gewand aus dem 19. Jahrhundert ausgestellt. Es war die Robe einer jungen Dame, vom Museum als die der kaiserlichen Konkubine angegeben, aus gelber leinwandbindiger Seide („Kesi“).
Wer der Verarbeiter des Gewands und des Pelzfutters war, Textilverarbeiter, Sticker und/oder auch Kürschner, scheint nicht bekannt. In der frühen Qing-Ära gab es in Suzhou etwa 800 Textilwebstühle, während der Herrschaft der Kaiser Qianlong und Jiaqing waren es in Nanjing bis zu 30.000, in Suzhou 10.000 und in Hanzhou 3000 Webstühle. Südchina war aufgrund der starken Seidenindustrie in Nanjing, Suzhou und Hangzhou für seine Innovationen in Kleidung und Mode bekannt.
Das Design in der Tsui Gallery ausgestellten Robe entspricht der formellen Oberbekleidung einer kaiserlichen Konkubine, es ist jedoch wie ein Drachengewand geschnitten und hat keinen zentralen Schlitz. Es könnte von der Kaiserin getragen worden sein. Es trägt zwölf Drachen, die sich als Rondelle über dem Gewand befinden. Auf der Seide sind gewirkte Borten und Medaillons appliziert. Die langen Ärmel enden in hufförmigen, hochgeschlagen getragenen Stulpen, die mit braunem Fell, wahrscheinlich Nerz, besetzt sind. Das Gewand ist vorne nicht zu öffnen und wird mit schwarzen Schnüren und Schlaufen verschlossen. Die Robe ist an den Seiten geschlitzt. Sie ist komplett mit Stücken von Polarfuchsfell, wahrscheinlich aus den dünnlederigen Bauchstücken, ausgefüttert. Die Hals- und Ärmelbänder sowie die Manschetten haben ein hellblaues Muster auf dunkelblauem Grund mit fünfköpfigen Drachen, Wolken, Wellen und Fledermäusen. Sie sind außerdem mit einer schmalen blau-goldenen Borte eingefasst. Die Farben umfassen hier auch einige Grün- und Gelbtöne. Zwischen Manschette und Ärmelbündchen befindet sich ein Band aus marineblauer Seide.
Da das Kleidungsstück vor seiner Ausstellung für eine Reinigung und Restaurierung völlig auseinandergenommen wurde, lag die gesamte Innenverarbeitung offen. Die Pelze scheinen mit Alaun gegerbt worden zu sein. Die Manschetten waren mit braunen Pelzbändern besetzt. Das Fuchsfutter war in den Seitennähten der Robe angeheftet. Als Zwischenfutter wurden Papierlagen und einer Lage feiner Seide verwendet. Das Fuchsfutter besteht aus hunderten kleiner Fellstücken, die in Form von drei breiten Bändern pro Seite zusammengenäht waren. Die Bänder waren wiederum aneinandergeheftet. An der Rückseite, aber auch an der Vorderseite des Pelzinnenfutters befinden sich Fellstempel der chinesischen Pelzhändler oder Kürschner. Im Fellleder gibt es einige Reparaturstellen, die mit ähnlichem orientalischem Papier wie dem, das für das Zwischenfutter benutzt wurde, ausgeführt worden waren. Wann oder wo diese Restaurierungen durchgeführt worden waren, war nicht bekannt. Da aber das gleiche Papier wie für das Zwischenfutter benutzt wurde, ging man bei der heutigen Restaurierung davon aus, dass diese Arbeiten etwa in der Zeit der Entstehung stattfanden.
Die Reinigung des Fellfutters durch mit Testbenzin getränkten Tupfern in einem Digestorium, Partie für Partie, nahm eine Woche in Anspruch. Das Leder wurde mit einem Weizenstärkekleber und dünnem indisch-nepalesischem Mitsumati-Papier und japanischen Kozu-Papier stabilisiert. Es dauerte Wochen, bis die Restaurierung des Polarfuchsstückenfutters fertig war. Nach Reinigung und Restaurierung der Stoffteile wurde die Robe wieder zusammengenäht.